# ベイリー・ギフォード
ベイリー・ギフォード（Baillie Gifford & Co）は、英国の運用会社であり、未上場企業で、同社パートナーにより保有されているパートナーシップ制の企業。エジンバラ（スコットランド）で1908年に設立され、現在も同市に本社を置く。 ニューヨークとロンドンに本社がある。

## 沿革
1907年に、オーガスタス・ベイリー中佐 とカーライル・ギフォード のパートナーシップにより設立された。当初は法律事務所であったが、当時の金融情勢を受け、1908年に事業の重点を投資に移した。
1909年、ストレイツ・モーゲージ・アンド・トラスト（投資信託）を設定し、マラヤ とセイロンのゴム栽培農家に資金を貸した。1913 年にスコティッシュ・モーゲージ・アンド・トラストと改称、他かの投資信託も設定された。
ベイリー・ギフォードの顧客とスタッフは第一次世界大戦から比較的無傷で生還し、狂騒の20年代はギフォードに投資事業を拡大する多くの機会を与えた。 1927年までに、機関投資業務を行う事務弁護士事務所から運用会社に移行した。ベイリー・ギフォードは、1931年にモンクス・インベストメント・トラスト 、その他2つの関連会社の経営を引き継いだ。同社は、第二次世界大戦が勃発するまで順調に成長を続けた。ベイリーは1939年に死去し、翌年の1940年にギフォードは英国政府の仕事でニューヨークに赴任した。 しかし、同社は戦争とそれに続く不安定な投資環境を乗り切った。 その後、スタッフと顧客基盤が大きく成長した後、ギフォードは1965年に84歳で引退した。ベイリー・ギフォードは、1970年代の英国経済の低迷期を乗り越え、顧客に代わって運用する資金の増加によってその地位を高めた。
1990年代、運用資産は力強い成長を続けた。 同社は経営体制を変更し、シニア・パートナーを共同経営に戻した。
2008年の100周年までに、ベリー・ギフォードはエジンバラの本社に加え、 ニューヨーク とロンドンにオフィスを構え、500億ポンド以上の運用を行っていた。 顧客には、米国の7大年金基金のうち5つが含まれ、日本やオーストラリアからも大きなビジネスを獲得し、極東や中東の他の地域にも進出を続けていた。ベイリー・ギフォードは、ノンフィクション書籍のための ベイリーギフォード賞 を後援している。
2015年、香港に事務所を開設した。
2018年、ベイリー・ギフォード・米国グロース・トラストを立ち上げた。
2020年、Witan Pacific Investment Trust plcの運用を確保した後、Baillie Gifford China Growth Trustに変更すると発表した。
2022年3月、米国の合成生物学企業Ginkgo Bioworksに投資し、同社株の保有比率を15.53%まで引き上げ、筆頭株主となった。同投資は米国証券取引委員会（SEC）に対し、スケジュール13Gが届け出されており、ファンドによる投資目的の買付けとなる。
2024年11月、運用業界で気候変動対策を推進する協調的取り組みであるNet Zero Asset Managers Initiative（NZAM）およびClimate Action 100+（CA100+）から脱退した。脱退の理由として、「参加が『争点化された』」ことが挙げられており、米国を中心に政治的・訴訟リスクの高まりを背景とした一連の大手金融機関の脱退に続くものである。

## 文学祭スポンサー論争
ベイリー・ギフォードは、英国各地の文学祭の長年のスポンサーだった。
2023年、50人以上の作家が署名した公開書簡で、「同社が化石燃料から利益を得る企業に投資していることを理由に、2024年のエジンバラ国際ブックフェスティバルをボイコットする」と迫った。2024年5月、エジンバラ国際ブックフェスティバルとヘイ・フェスティバルの両方が、これらの脅迫を受けて、ベイリー・ギフォードとのスポンサー契約を停止すると発表し、ヘイでは「運動家から提起された主張と、アーティストに対する撤退の強い圧力」に言及した。6月、Baillie Giffordは、文学祭の残りのスポンサー契約をすべて終了したと発表した。 
2024年のベイリーギフォード賞の受賞者であるリチャード・フラナガンは、ベイリー・ギフォードが化石燃料との関係をどのように減らし、再生可能エネルギーにより力を注ぐかを示すまで賞金を受け取らないと宣言した。